# Armando Matteo
Armando Matteo (ur. 21 września 1970 w Catanzaro) – włoski duchowny katolicki, od 2022 sekretarz sekcji doktrynalnej Dykasterii Nauki Wiary.

## Życiorys
20 grudnia 1997 otrzymał święcenia kapłańskie i został inkardynowany do archidiecezji Catanzaro-Squillace. Pracował duszpatersko na terenie archidiecezji, był także wykładowcą teologii fundamentalnej na Papieskim Uniwersytecie Urbaniana. 
12 kwietnia 2021 został mianowany przez papieża Franciszka podsekretarzem Kongregacji Nauki Wiary.
22 kwietnia 2022 został mianowany przez papieża Franciszka sekretarzem sekcji doktrynalnej Kongregacji Nauki Wiary.